# Tonight’s Music
«Tonight’s Music» (с англ. — «Музыка этой ночи») — песня шведской метал-группы Katatonia, выпущенный в виде сингла 26 ноября 2001 года лейблом Peaceville с альбома Last Fair Deal Gone Down (2001 г.).

## О песне
Первая композиция «Tonight’s Music» взята из ранее выпущенного альбома группы Last Fair Deal Gone Down. Третья композиция является кавер-версией песни Уилла Олдхэма.

## Список композиций
| №                   | Название                  | Текст песни         | Музыка              | Длительность |
| ------------------- | ------------------------- | ------------------- | ------------------- | ------------ |
| 1.                  | «Tonight's Music»         | Ренксе              | Нюстрём             | 4:20         |
| 2.                  | «Help Me Disappear»       | Ренксе              | Нюстрём             | 5:13         |
| 3.                  | «O How I Enjoy the Light» | Олдхэм              | Олдхэм              | 2:44         |
| Общая длительность: | Общая длительность:       | Общая длительность: | Общая длительность: | 12:17        |

## Участники записи
Katatonia
- Йонас Ренксе — вокал
- Андерс Нюстрём — гитара, клавишные
- Фредрик Норрман — гитара
- Маттиас Норрман — бас-гитара
- Даниэль Лильеквист — ударные, перкуссия

Продакшн
- Томас Скогсберг — инжиниринг
- Йоке Петтерсон — инжиниринг
- Йонас Кьеллгрен — инжиниринг
- Трэвис Смит — продакшн, дизайн